# Менелик I
Менелик I  је древни први краљ (император) Етиопије. У изворима се такође појављује под именима Баина Ләхкәм или Ибн Ал-Хаким, што у оба случаја значи „син мудраца“.
Према списима, Менелик је живео у 10. веку п. н. е. и био је оснивач династије Соломон, која је са прекидима владала Етиопијом до друге половине 20. века. Верује се да је Менелик син библијског краља Соломона, по коме је династија и добила име. Савремени историчари побијају ову легенду као непоуздану.

## Биографија
Највећи део информација о Менеликовом животу налази се у књизи „Кебра Негаст“. По њој је краљ Соломон узео краљицу од Сабе за жену када је посетила Јерусалим. Након тога, краљица се вратила у Етиопију, а родио јој се Менелик.
Када је Менелик одрастао, замолио је мајку да види оца и отишли су у Јерусалим. Соломон је желео да Менелик остане у Јерусалиму, али пошто је Ровоам већ био постављен за Соломоновог наследника у Израиљу, Менелик је одбио да остане по страни. Менелик и Соломон су се договорили да ће се Менелик вратити у Етиопију и тамо створити још једно јеврејско краљевство, а у томе ће му помоћи најстарији синови представника израелског племства. Када се Менелик вратио у своју родну земљу, његова мајка се одрекла престола у његову корист, а Менелик је почео да организује државу по лику и прилици Израиљског краљевства.
У књизи се ништа не говори о даљој Менеликовој владавини осим да је Менелик водио један или два рата са другим државама, а ништа се не говори о животу његове мајке након њеног абдикације.